# Xie Fuzhi
Xie Fuzhi (Wade-Giles : Hsieh Fu-chih, chinois : 谢富治, pinyin : Xiè Fùzhì) (né en 1909 à Hong'an, Hubei, mort en 1972 à Pékin) est un militaire et homme politique de la République populaire de Chine.
Il rejoint très tôt le Parti communiste chinois en 1931, devient ministre de la Sécurité publique en 1959, puis vice-Premier ministre du Conseil des affaires de l’État en 1965 et secrétaire du comité municipal de Pékin en 1967 (c’est-à-dire de facto membre du gouvernement). Alors qu’il est initialement membre des 8 et 9e Comités centraux du parti, il entre au Bureau politique du Parti communiste chinois en 1966, avant de devenir membre du comité permanent lors du 9e congrès national du parti en avril 1969, c’est-à-dire l’un des principaux dirigeants de la RPC. Xie est marié à Liu Xiangping.

## Carrière militaire
Jusqu’en 1949, Xie Fuzhi sert dans la 4e colonne de la 2e armée en tant que commissaire politique, sous les ordres indirect de Deng Xiaoping. Son unité est impliquée dans la campagne de Huaihai (durant la guerre civile chinoise), après quoi elle est incorporée dans le nouveau 14e corps de la 2e armée pour en former la 41e division. La restructuration d’après-guerre lui vaut une promotion au rang de commissaire politique du 4e corps et vice-commissaire politique du 3e corps de la 2e armée ; il sert alors avec son ancien commandant, le général Chen Geng, sous les ordres du général Chen Xilian.

## Révolution culturelle
Xie Fuzhi est aujourd’hui présumé avoir participé aux activités de la « bande des Quatre » lors de la révolution culturelle de Chine, entre 1966 et 1969. Il prononce durant l’été 1966 un discours qui donne toute latitude aux gardes rouges pour réprimer et exécuter leurs opposants, parfois même pour les torturer

,. Selon certains spécialistes, c’est ce discours qui initie les violences perpétrées lors de la révolution culturelle,. Il est membre du 9e Politburo du PCC.

## Incident de Wuhan
En juillet 1967, le général de l’APL Chen Zaidao, qui dirigeait alors la région militaire de Wuhan, apporte son soutien et des armes à un groupe armé extrémiste, nommés le « million de héros », contre leurs rivaux du quartier général des travailleurs de Wuhan, ce en contradiction avec les ordres du Premier ministre Zhou Enlai. Xie Fuzhi et Wang Li, un propagandiste du parti, sont alors dépêchés sur place pour rappeler Chen à l’ordre. Le 20 juillet, les forces de Chen capturent et séquestrent Xie.
, tandis que le million de héros détient Wang Li. Les discussions n’aboutissant manifestement pas, l’armée intervient finalement avec d’importantes troupes et force le général Chen à se rendre sans combattre. De retour à Pékin, Xie et Wang sont accueillis par une grande célébration sur la place Tian'anmen le 25 juillet de la même année.
Xie joue ensuite un rôle clef dans l’approvisionnement en arme et en matériel des gardes rouges.

## Fin de vie
Xie meurt en 1972 à Pékin, peu de temps avant l’arrestation de la bande des Quatre en 1976 ; les documents officiels de l’époque lui imputent cependant les mêmes torts dans les exactions de la révolution culturelle.